# Eupeodes eosus
Eupeodes eosus är en tvåvingeart som beskrevs av He 1992. Eupeodes eosus ingår i släktet fältblomflugor, och familjen blomflugor. Inga underarter finns listade i Catalogue of Life.